# Pen-y-Pass
Le Pen-y-Pass est un col de montagne du pays de Galles, au Royaume-Uni, à 359 mètres d'altitude entre le massif Snowdon et celui de Glyderau, dans la région de Snowdonia. La route A 4086 qui le franchit a été construite dans les années 1830 pour transporter le minerai des montagnes vers Llanberis. C'est l'un des points de départ possible pour réaliser les ascensions en randonnée du mont Snowdon, notamment par Miners' Track et Pyg Track, et du Glyder Fawr.

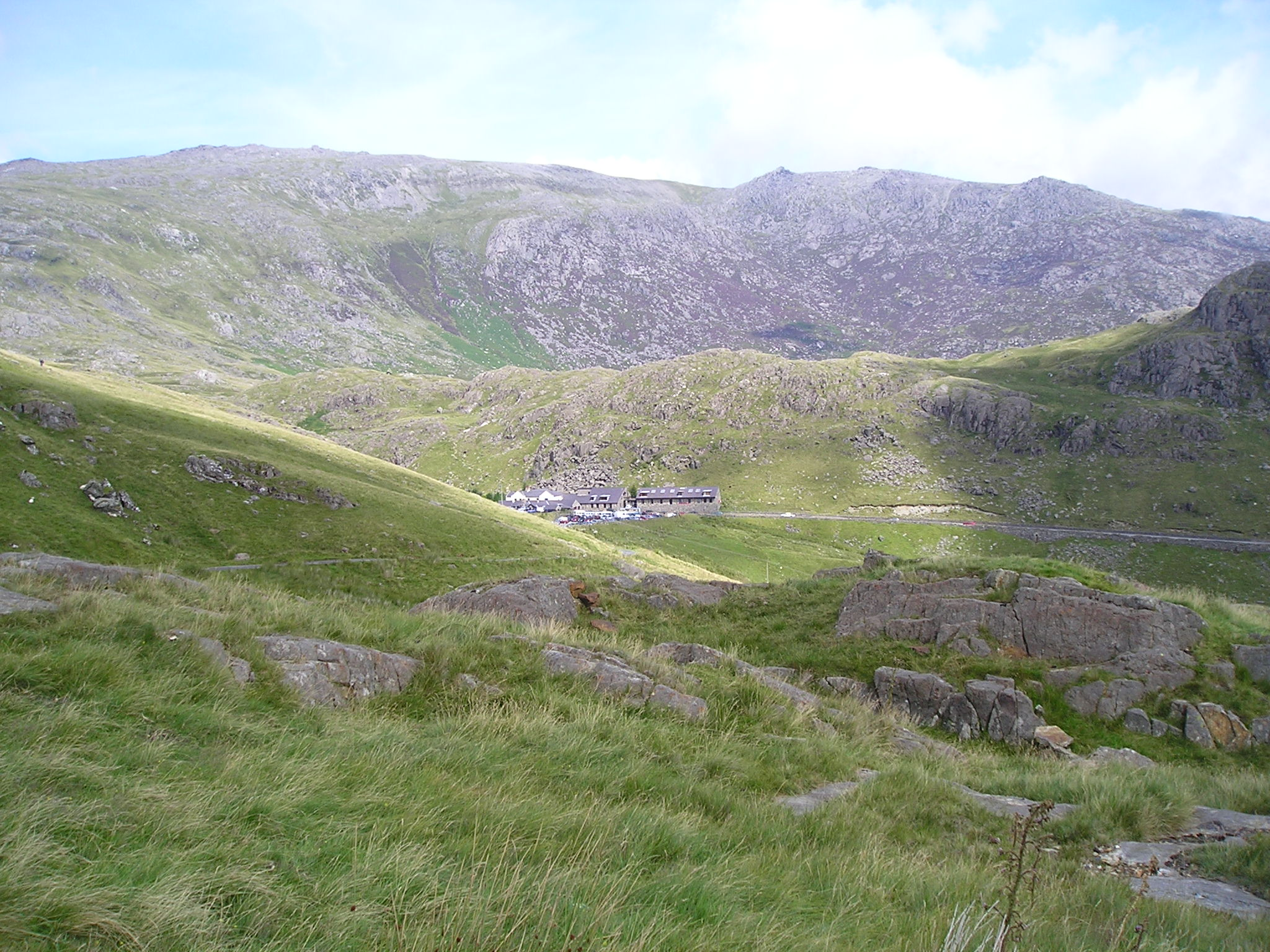
Vue depuis la Miners' Track.

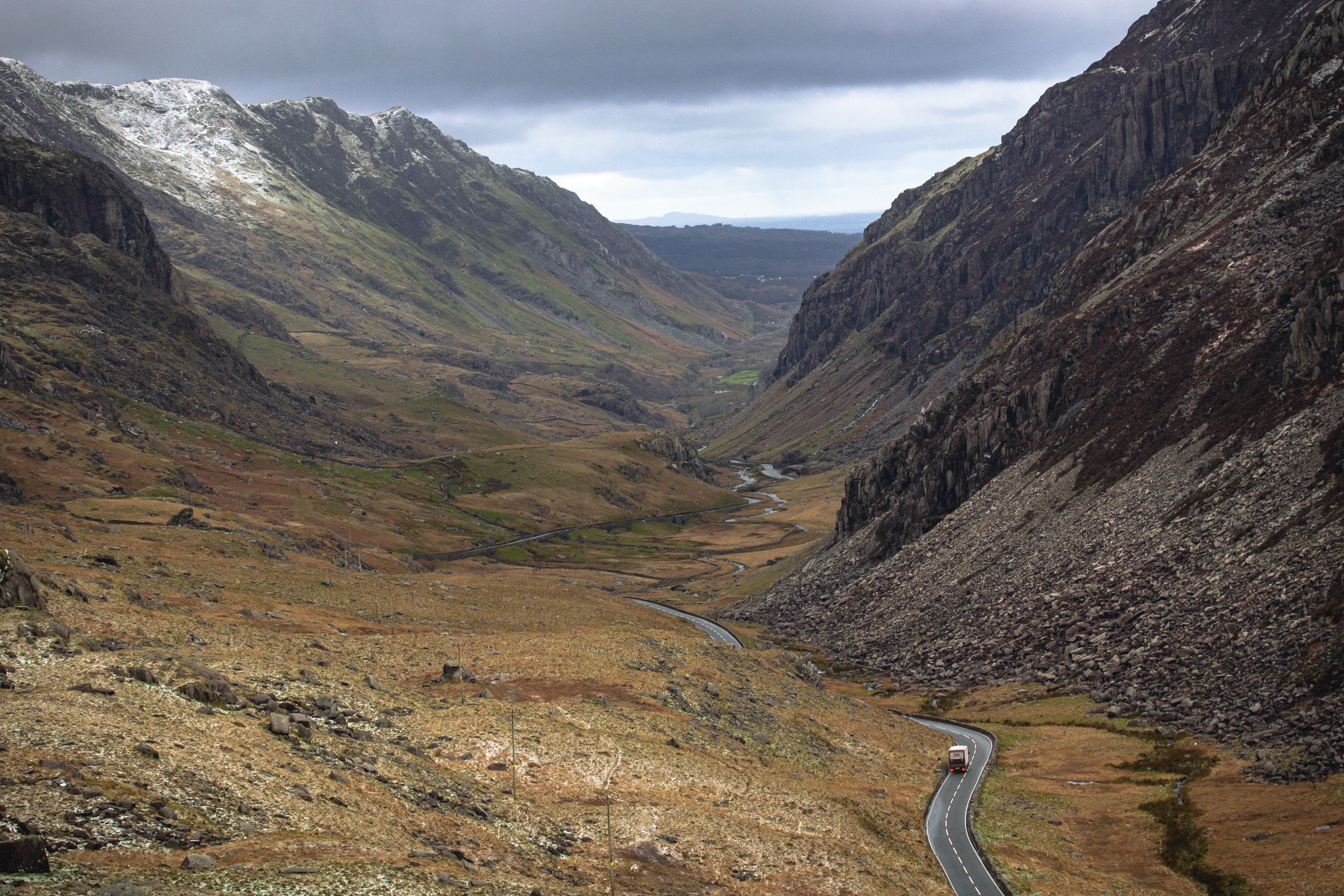
Vue depuis Pen-y-Pass.